# نابرابری جنگلی شهری
نابرابری در جنگل‌های شهری، که به عنوان نابرابری در سایه یا نابرابری در تاج درخت نیز شناخته می‌شود، به توزیع ناعادلانه درختان، همراه با مزایای مرتبط با آنها، در مناطق شهری اطلاق می‌شود. این پدیده اثرات بعدی متعددی دارد، از جمله اما نه محدود به تأثیرات قابل اندازه‌گیری بر تنوع زیستی جانوران و اثر جزیره گرمایی شهری. نابرابری گرمایی شهری زمانی رخ می‌دهد که جزایر گرمایی درون‌شهری، با پیامدهای منفی سلامت جسمی و عاطفی مرتبط با آنها، در جوامع کم‌درآمد شایع‌تر و شدیدتر باشند.
راه‌حل‌های بالقوه برای نابرابری در جنگل‌های شهری شامل سرمایه‌گذاری در جوامع حاشیه‌نشین، طرح‌های کاشت درخت و موارد دیگر می‌شود، اما محدود به این موارد نیست. نمونه‌هایی از نابرابری در جنگل‌های شهری را می‌توان در شهرهای مختلف جهان مشاهده کرد.

## تعاریف

### جنگل‌های شهری

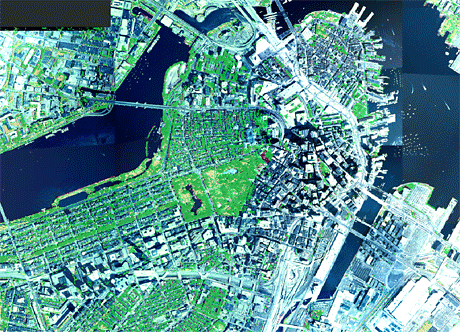
تصویر ماهواره‌ای از بوستون که تنوع در جنگلداری شهری در سراسر شهر را نشان می‌دهد.

جنگل‌های شهری مناطقی از زمین هستند که توسط درختان یا سایر پوشش‌های گیاهی پوشیده شده‌اند و در داخل و اطراف مکان‌های تحت تأثیر شدید انسان، به ویژه مناطق شهری کلان‌شهری مانند شهرها، واقع شده‌اند. جنگل‌های شهری، اگرچه در زمین‌های عمومی و خصوصی وجود دارند، اما معمولاً به دلیل غلبه درختان خیابانی که توسط محقق استیون استروم ذکر شده است، در فضاهای عمومی یافت می‌شوند. جنگل‌های شهری به دلیل نقش مهم خود در کاهش اثرات تغییرات اقلیمی شناخته شده‌اند، که نمونه آن نقش آنها در کاهش خطرات گرما و سیل است و سهم آنها در زیرساخت‌های سبز به عنوان یک راه حل مبتنی بر طبیعت برای سازگاری و کاهش تغییرات اقلیمی در نظر گرفته می‌شود. درختان و پوشش گیاهی در هنگام بارندگی‌های شدید، آب باران را جذب و ذخیره می‌کنند و خطر سیل را کاهش می‌دهند و به عنوان بخشی از تلاش‌های کاهش تغییرات اقلیمی، دی‌اکسید کربن را از جو جذب می‌کنند. علاوه بر این، جنگل‌های شهری در حفظ تنوع زیستی یک منطقه شهری، به ویژه پرندگان منطقه، نیز اهمیت دارند. این ویژگی‌های جنگل‌های شهری به ایجاد شهرهای سالم، تاب‌آور و پایدار به شیوه‌ای مقرون‌به‌صرفه کمک می‌کند.

### نابرابری در جنگل‌های شهری
نابرابری در جنگل‌های شهری پدیده‌ای است که در آن توزیع و دسترسی به درختان و طبیعت در مناطق شهری ناعادلانه است. تصور می‌شود که این نمونه‌ای از بی‌عدالتی زیست‌محیطی است، زیرا به‌طور نامتناسبی بر جوامع حاشیه‌نشین تأثیر می‌گذارد. مطالعات متعدد، از جمله متاآنالیزی که در سال ۲۰۱۷ توسط محققان اد گریش و شانون لیا واتکینز انجام شد، رابطه مثبتی بین درآمد و پوشش جنگل‌های شهری یافته‌اند. این موضوع مفهوم اثرات تجملاتی را مطرح می‌کند که توضیح می‌دهد چگونه نابرابری‌ها در پوشش جنگلی شهری با عوامل اجتماعی-اقتصادی و تاریخی همزمان می‌شوند. اثر تجمل نشان می‌دهد که چگونه مناطق ثروتمندتر تمایل به نمایش تنوع زیستی بالاتری دارند، که نشان دهنده تأثیر عوامل اجتماعی-اقتصادی و سطح تحصیلات در شکل‌دهی به کمیت و کیفیت فضاهای سبز در یک منطقه معین است. علاوه بر این، توزیع ناعادلانه فضای سبز در مناطق شهری ممکن است توزیع برابر مزایای جنگل‌های شهری، از جمله کاهش استرس و اضطراب، ایجاد یک جامعه امن، رضایت عاطفی، کاهش اثرات گرمایش جهانی و موارد دیگر را محدود کند. برای مثال، مقدار پوشش تاجی در یک منطقه می‌تواند اثر جزیره گرمایی شهری را کاهش داده و جذب کربن از جو را افزایش دهد. عوامل تاریخی، فرهنگی و نهادی مختلفی در نابرابری‌های ادراک‌شده در مدیریت جنگلداری شهری و توزیع ناعادلانه فضای سبز شهری نقش دارند. مقاله‌ای که در سال ۲۰۲۲ در مجله بین‌المللی تحقیقات محیطی و بهداشت عمومی منتشر شد، نشان داد که ساکنان آسیب‌پذیر یک منطقه شهری، به ویژه ساکنان کم‌درآمد و کسانی که دورتر از جنگل‌ها و فضای سبز شهری زندگی می‌کنند، به‌طور خاص در معرض اثر جزیره گرمایی شهری هستند. نمونه‌هایی از نابرابری در جنگل‌های شهری در شهرهای جهان وجود دارد که برخی از آنها در زیر فهرست شده‌اند.